# Вальверде-де-Кампос
Вальверде-де-Кампос (ісп. Valverde de Campos) — муніципалітет в Іспанії, у складі автономної спільноти Кастилія-і-Леон, у провінції Вальядолід. Населення — 121 особа (2010).
Муніципалітет розташований на відстані близько 190 км на північний захід від Мадрида, 32 км на північний захід від Вальядоліда.

## Демографія
Динаміка населення (INE ):